# Пумси
Пумси — деревня в Сюмсинском районе Удмуртской Республики России.

## География
Деревня находится в западной части республики, в зоне хвойно-широколиственных лесов, в пределах западной части Кильмезской низменности, на берегах реки Кильмези, на расстоянии примерно 9 километров (по прямой) к северу от села Сюмси, административного центра района. Абсолютная высота — 103 метра над уровнем моря.

### Климат
Климат характеризуется как умеренно континентальный, с продолжительной холодной многоснежной зимой и относительно коротким тёплым летом. Среднегодовая температура воздуха — 2,4 °С. Средняя температура воздуха самого тёплого месяца (июля) — 18 °C (абсолютный максимум — 36,6 °C); самого холодного (января) — −15 °C (абсолютный минимум — −46,8 °C). Безморозный период длится 125 дней. Среднегодовое количество атмосферных осадков составляет 400—700 мм, из которых большая часть выпадает в тёплый период. Снежный покров держится в течение 155 дней.

## Население
| 2010 | 2012 |
| ---- | ---- |
| 59   | ↘53  |

### Национальный состав
Согласно результатам переписи 2002 года, в национальной структуре населения удмурты составляли 56 % из 90 чел., русские — 44 %.